# Vatanyolu – Die Heimreise
Vatanyolu – Die Heimreise ist eine deutsche Filmkomödie von Enis Günay und Rasim Konyar aus dem Jahr 1989 mit Yaman Okay in der Hauptrolle. Sie thematisiert Probleme türkischer Gastarbeiter, die in den 1980er Jahren in ihr Heimatland zurückkehren wollen, mit den Mitteln des Humors.

## Entstehung
Der Film entstand nach einem Filmszenario, welches der türkische Filmemacher und bildende Künstler Rasim Konyar 1986 bei einem bundesdeutschen Wettbewerb eingereicht hatte und das dort ausgezeichnet wurde. Das Filmprojekt wurde hiernach seitens der Bundesrepublik finanziell gefördert.

## Inhalt
Vatanyolu erzählt die Geschichte von Yusuf, der in den 1960er Jahren als türkischer Gastarbeiter in die Bundesrepublik Deutschland gelangt ist, dort seit 20 Jahren mit seiner Familie lebt, aber unzufrieden ist mit seinem Leben in Deutschland. Eine Rückkehr in die Türkei, welcher der Rest der Familie zum Teil nur widerwillig zustimmt, soll sein Leben wieder in glücklichere Bahnen lenken. Mit einem hoffnungslos überladenen Kleinbus machen sich also Yusuf, Havva, seine Frau, beider erwachsene Kinder sowie das Nesthäkchen, eine kleine Tochter, auf die „Heimreise“. Derweil hat der älteste Sohn, der viel lieber in Deutschland bleiben und seine begonnene Ausbildung zum Gärtner abschließen würde, sich längst nicht mit der Situation abgefunden und leitet die Fahrt, um die Rückkehrpläne des Vaters zu hintertreiben, in ein schlecht befahrbares Waldstück um. Es kommt wie es kommen muss: nach nur kurzer Wegstrecke bleibt man mit einer gebrochenen Achse liegen, woraufhin der Saboteur vordergründig vorgibt, sich um die Reparatur des Gefährts zu kümmern, tatsächlich aber versucht – am Ende unterstützt durch sämtliche restliche Familienmitglieder mit Ausnahme des Vaters – sie möglichst in die Länge zu ziehen. Die Familie beginnt ein idyllisches Landleben am Waldrand, mit dem Eigentümer des besetzten Landstücks schließt man allmählich Freundschaft und erhält sogar die Erlaubnis für den selbstversorgerischen Anbau von Gemüse. Erst als sich die Ausländerpolizei einschaltet, hat das beschauliche Treiben ein Ende. Mit dem Verbleiben der erwachsenen Kinder in Deutschland und dem Zurückgehen der Alten mit der jungen, in Deutschland kulturell noch nicht allzu verwurzelten Tochter in die Türkei, findet sich zuletzt eine Einigung, mit der alle zufrieden sein können.

## Wirkung
Vatanyolu lief 1989 in deutschen und französischen Kinos an und darüber hinaus auf der Berlinale und den Filmfestivals von Hof, İstanbul, Chicago und Cannes. Von der Filmbewertungsstelle Wiesbaden erhielt er das Prädikat „wertvoll“. Im deutschen Fernsehen wurde Vatanyolu erstmals im Oktober 1990 auf Hessen 3 gezeigt. Bis heute wird die Komödie immer mal wieder auf deutschtürkischen Filmfestivals wie z. B. Sinema-Türk München gezeigt.

## Kritiken
„Überzeugende Filmkomödie, die ihren Reiz aus der liebevollen Zeichnung der typenhaften Charaktere und der Komik des unerwarteten gewinnt, die mit lapidarer Selbstverständlichkeit präsentiert wird.“

„Ein wichtiger und vor allem witziger Film zur Überwindung von Vorurteilen und Ausländerhass, temperamentvoll und ernsthaft.“

„Hier wird der Unwillen der jüngeren Familienmitglieder, in die Türkei zurückzukehren, nicht zum Ausgangspunkt einer resignativen Tragödie, sondern Anlass einer Reihe von witzigen und komischen Situationen, die von einem Happy-End gekrönt werden“

## Einzelbelege
1. ↑  http://www.imdb.com/title/tt0096367/releaseinfo
2. ↑  http://www.berlinale.de/en/archiv/jahresarchive/1989/02_programm_1989/02_Filmdatenblatt_1989_19890215.php
3. ↑  http://rasimkonyar.com/v3_plt/platin.aspx?platinID=62&section=2&lang=ENG
4. ↑  Vatanyolu – Die Heimreise. In: filmportal.de. Deutsches Filminstitut, abgerufen am 28. September 2016.